# Mistrovství světa v rychlobruslení na jednotlivých tratích 2015
Mistrovství světa v rychlobruslení na jednotlivých tratích 2015 se konalo ve dnech 12.–15. února 2015 v rychlobruslařské hale Thialf v nizozemském Heerenveenu. Jednalo se o 16. mistrovství světa v rychlobruslení na jednotlivých tratích. Premiérově byl na program šampionátu zařazen závod s hromadným startem.
Českou výpravu tvořily Karolína Erbanová (500 m, 1000 m; kvalifikovala se i do závodu na 1500 m, ale odhlásila se z něj), Martina Sáblíková (1500 m, 3000 m, 5000 m, hromadný start; pro závod na 1000 m byla náhradnicí, ale díky odhlášení závodnic se dodatečně dostala na startovní listinu – trenér ji však odhlásil) a Nikola Zdráhalová (hromadný start).
| Program                   | Program                                                | Program                                               | Program                                                        |
| ------------------------- | ------------------------------------------------------ | ----------------------------------------------------- | -------------------------------------------------------------- |
| 12. února                 | 13. února                                              | 14. února                                             | 15. února                                                      |
| 3000 m ženy 10 000 m muži | 1000 m ženy 1500 m muži 5000 m ženy stíhací závod muži | 5000 m muži 500 m ženy 1000 m muži stíhací závod ženy | 500 m muži 1500 m ženy hromadný start muži hromadný start ženy |

## Muži

### 500 metrů
Závodu se zúčastnilo 24 závodníků.
| Pořadí           | Jméno                | Země        | Čas 1        | Čas 2        | Celkový čas |
| ---------------- | -------------------- | ----------- | ------------ | ------------ | ----------- |
| Zlatá medaile    | Pavel Kuližnikov     | Rusko       | 34,383 (1.)  | 34,548 (1.)  | 68,931      |
| Stříbrná medaile | Michel Mulder        | Nizozemsko  | 34,852 (3.)  | 34,770 (3.)  | 69,622      |
| Bronzová medaile | Laurent Dubreuil     | Kanada      | 34,971 (6.)  | 34,723 (2.)  | 69,694      |
| 4.               | Hein Otterspeer      | Nizozemsko  | 34,742 (2.)  | 35,032 (7.)  | 69,774      |
| 5.               | Artur Waś            | Polsko      | 35,017 (8.)  | 34,790 (4.)  | 69,807      |
| 6.               | Ruslan Murašov       | Rusko       | 34,964 (5.)  | 35,002 (6.)  | 69,966      |
| 7.               | Espen Aarnes Hvammen | Norsko      | 34,979 (7.)  | 35,057 (8.)  | 70,036      |
| 8.               | Gilmore Junio        | Kanada      | 35,162 (10.) | 34,985 (5.)  | 70,147      |
| 9.               | Mo Tche-pom          | Jižní Korea | 34,905 (4.)  | 35,262 (11.) | 70,167      |
| 10.              | Jesper Hospes        | Nizozemsko  | 35,248 (11.) | 35,064 (9.)  | 70,312      |

### 1000 metrů
Závodu se zúčastnilo 24 závodníků.
| Pořadí           | Jméno            | Země       | Čas     |
| ---------------- | ---------------- | ---------- | ------- |
| Zlatá medaile    | Shani Davis      | USA        | 1:08,57 |
| Stříbrná medaile | Pavel Kuližnikov | Rusko      | 1:08,61 |
| Bronzová medaile | Kjeld Nuis       | Nizozemsko | 1:08,71 |
| 4.               | Denny Morrison   | Kanada     | 1:08,72 |
| 5.               | Hein Otterspeer  | Nizozemsko | 1:08,88 |
| 6.               | Stefan Groothuis | Nizozemsko | 1:09,13 |
| 7.               | Nico Ihle        | Německo    | 1:09,15 |
| 8.               | Denis Kuzin      | Rusko      | 1:09,40 |
| 9.               | Samuel Schwarz   | Německo    | 1:09,42 |
| 10.              | Joey Mantia      | USA        | 1:09,87 |

### 1500 metrů
Závodu se zúčastnilo 24 závodníků.
| Pořadí           | Jméno               | Země       | Čas     |
| ---------------- | ------------------- | ---------- | ------- |
| Zlatá medaile    | Denis Juskov        | Rusko      | 1:43,36 |
| Stříbrná medaile | Denny Morrison      | Kanada     | 1:45,08 |
| Bronzová medaile | Koen Verweij        | Nizozemsko | 1:45,15 |
| 4.               | Shani Davis         | USA        | 1:45,84 |
| 5.               | Alexis Contin       | Francie    | 1:46,02 |
| 6.               | Zbigniew Bródka     | Polsko     | 1:46,19 |
| 7.               | Bart Swings         | Belgie     | 1:46,23 |
| 8.               | Jan Szymański       | Polsko     | 1:46,24 |
| 9.               | Kjeld Nuis          | Nizozemsko | 1:46,32 |
| 10.              | Konrad Niedźwiedzki | Polsko     | 1:46,43 |

### 5000 metrů

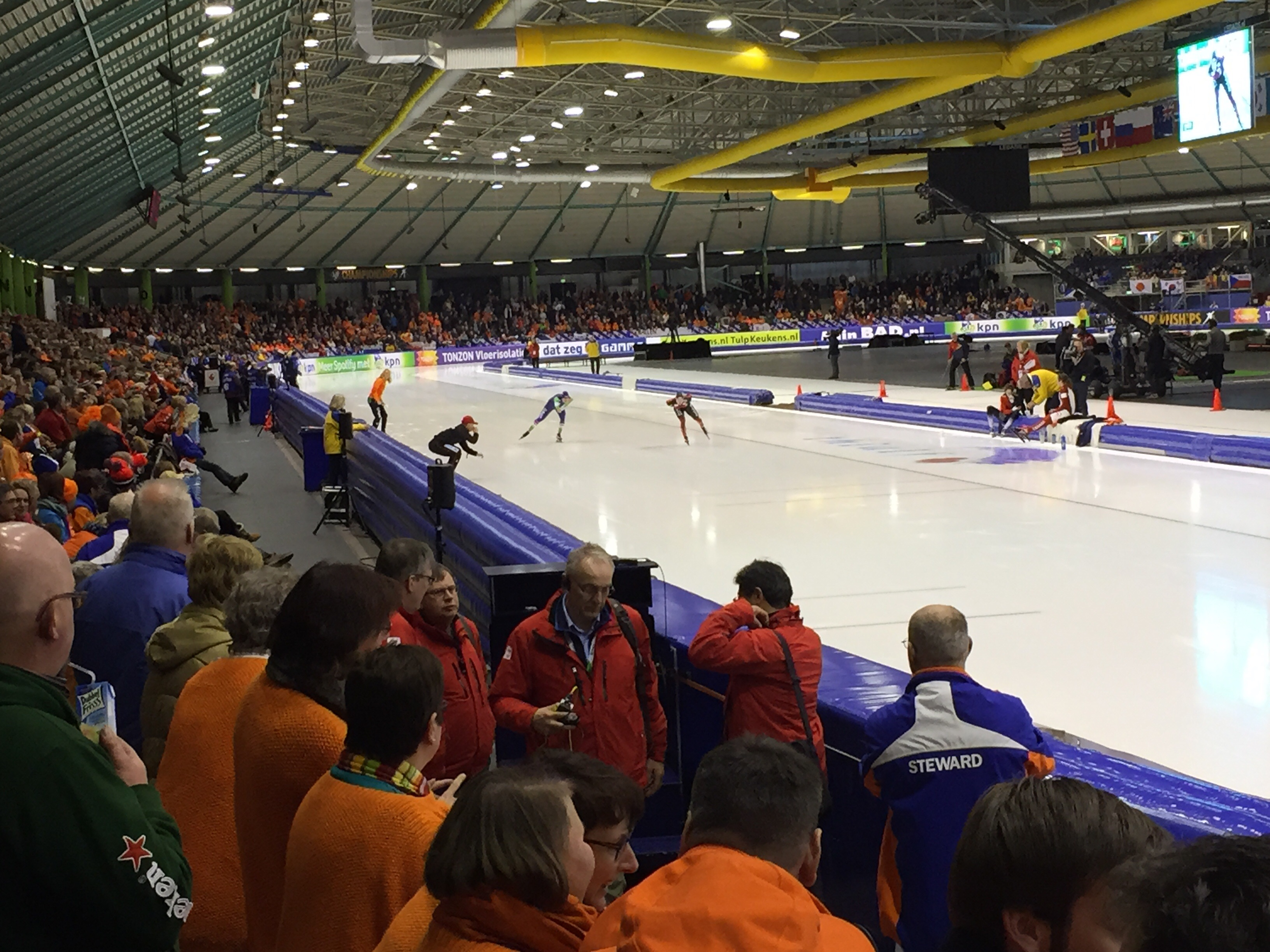
Hala Thialf během závodu žen na 5000 m

Závodu se zúčastnilo 20 závodníků.
| Pořadí           | Jméno              | Země        | Čas     |
| ---------------- | ------------------ | ----------- | ------- |
| Zlatá medaile    | Sven Kramer        | Nizozemsko  | 6:09,65 |
| Stříbrná medaile | Jorrit Bergsma     | Nizozemsko  | 6:11,53 |
| Bronzová medaile | Douwe de Vries     | Nizozemsko  | 6:18,24 |
| 4.               | Denis Juskov       | Rusko       | 6:19,74 |
| 5.               | Alexis Contin      | Francie     | 6:19,99 |
| 6.               | Ted-Jan Bloemen    | Kanada      | 6:21,16 |
| 7.               | Patrick Beckert    | Německo     | 6:21,63 |
| 8.               | I Sung-hun         | Jižní Korea | 6:23,02 |
| 9.               | Bart Swings        | Belgie      | 6:23,77 |
| 10.              | Alexandr Rumjancev | Rusko       | 6:24,41 |

### 10 000 metrů
Závodu se zúčastnilo 12 závodníků.
| Pořadí           | Jméno                 | Země        | Čas      |
| ---------------- | --------------------- | ----------- | -------- |
| Zlatá medaile    | Jorrit Bergsma        | Nizozemsko  | 12:54,82 |
| Stříbrná medaile | Erik Jan Kooiman      | Nizozemsko  | 13:02,57 |
| Bronzová medaile | Patrick Beckert       | Německo     | 13:10,95 |
| 4.               | Sverre Lunde Pedersen | Norsko      | 13:12,40 |
| 5.               | Alexandr Rumjancev    | Rusko       | 13:14,62 |
| 6.               | Ted-Jan Bloemen       | Kanada      | 13:17,24 |
| 7.               | I Sung-hun            | Jižní Korea | 13:19,03 |
| 8.               | Bart Swings           | Belgie      | 13:22,85 |
| 9.               | Alexej Baumgärtner    | Německo     | 13:30,24 |
| 10.              | Jevgenij Serjajev     | Rusko       | 13:36,34 |

### Závod s hromadným startem
Závodu se zúčastnilo 24 závodníků.
| Pořadí           | Jméno                | Země        | Body | Čas     |
| ---------------- | -------------------- | ----------- | ---- | ------- |
| Zlatá medaile    | Arjan Stroetinga     | Nizozemsko  | 60   | 7:30,64 |
| Stříbrná medaile | Fabio Francolini     | Itálie      | 40   | 7:30,70 |
| Bronzová medaile | Alexis Contin        | Francie     | 20   | 7:30,72 |
| 4.               | Haralds Silovs       | Lotyšsko    | 8    | 8:02,21 |
| 5.               | Andrea Giovannini    | Itálie      | 6    | 7:56,00 |
| 6.               | Peter Michael        | Nový Zéland | 5    | 7:41,43 |
| 7.               | Tyler Derraugh       | Kanada      | 3    | 7:46,71 |
| 8.               | Jeffrey Swider-Peltz | USA         | 3    | 7:58,12 |
| 9.               | Marco Weber          | Německo     | 1    | 7:35,82 |
| 10.              | Shane Williamson     | Japonsko    | 1    | 8:04,67 |

### Stíhací závod družstev
Závodu se zúčastnilo osm týmů.
| Pořadí           | Tým                                                              | Čas     |
| ---------------- | ---------------------------------------------------------------- | ------- |

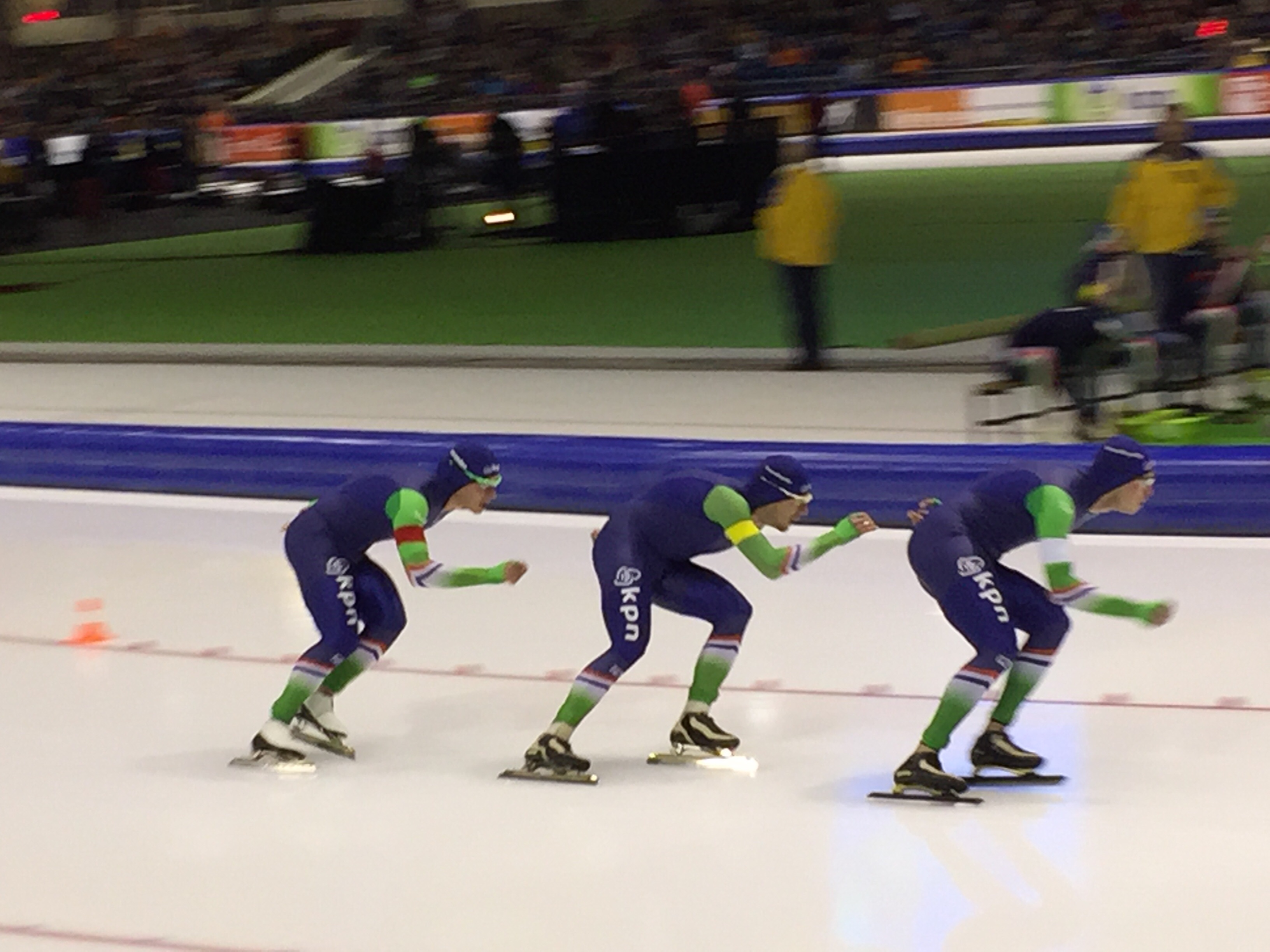
Nizozemské trio během stíhacího závodu družstev

| Zlatá medaile    | Nizozemsko Sven Kramer, Koen Verweij, Douwe de Vries             | 3:41,40 |
| Stříbrná medaile | Kanada Denny Morrison, Ted-Jan Bloemen, Jordan Belchos           | 3:44,09 |
| Bronzová medaile | Jižní Korea I Sung-hun, Ko Pjong-uk, Kim Čchol-min               | 3:44,96 |
| 4.               | Rusko Danila Semerikov, Danil Sinicin, Sergej Grjazcov           | 3:46,78 |
| 5.               | Itálie Andrea Giovannini, Luca Stefani, Nicola Tumolero          | 3:47,07 |
| 6.               | Polsko Zbigniew Bródka, Jan Szymański, Konrad Niedźwiedzki       | 3:48,94 |
| 7.               | Norsko Håvard Bøkko, Simen Spieler Nilsen, Fredrik van der Horst | 3:50,58 |
| 8.               | Německo Alexej Baumgärtner, Marco Weber, Jonas Pflug             | 3:50,76 |

## Ženy

### 500 metrů
Závodu se zúčastnilo 24 závodnic.
| Pořadí           | Jméno                   | Země        | Čas 1        | Čas 2        | Celkový čas |
| ---------------- | ----------------------- | ----------- | ------------ | ------------ | ----------- |
| Zlatá medaile    | Heather Richardsonová   | USA         | 37,703 (1.)  | 37,629 (1.)  | 75,332      |
| Stříbrná medaile | Brittany Boweová        | USA         | 37,997 (2.)  | 37,788 (2.)  | 75,785      |
| Bronzová medaile | Nao Kodairaová          | Japonsko    | 38,047 (4.)  | 37,846 (3.)  | 75,893      |
| 4.               | Thijsje Oenemaová       | Nizozemsko  | 38,025 (3.)  | 37,971 (5.)  | 75,996      |
| 5.               | I Sang-hwa              | Jižní Korea | 38,104 (5.)  | 37,900 (4.)  | 76,004      |
| 6.               | Judith Hesseová         | Německo     | 38,172 (6.)  | 38,276 (7.)  | 76,448      |
| 7.               | Karolína Erbanová       | Česko       | 38,283 (7.)  | 38,339 (9.)  | 76,622      |
| 8.               | Jekatěrina Ajdovová     | Kazachstán  | 38,379 (9.)  | 38,259 (6.)  | 76,638      |
| 9.               | Floor van den Brandtová | Nizozemsko  | 38,492 (11.) | 38,308 (8.)  | 76,800      |
| 10.              | Vanessa Bittnerová      | Rakousko    | 38,441 (10.) | 38,411 (10.) | 76,852      |

### 1000 metrů
Závodu se zúčastnilo 23 závodnic.
| Pořadí           | Jméno                  | Země       | Čas     |
| ---------------- | ---------------------- | ---------- | ------- |
| Zlatá medaile    | Brittany Boweová       | USA        | 1:13,90 |
| Stříbrná medaile | Heather Richardsonová  | USA        | 1:14,49 |
| Bronzová medaile | Karolína Erbanová      | Česko      | 1:15,26 |
| 4.               | Ireen Wüstová          | Nizozemsko | 1:15,50 |
| 5.               | Li Čchi-š'             | Čína       | 1:15,65 |
| 6.               | Kali Christová         | Kanada     | 1:15,74 |
| 7.               | Marrit Leenstraová     | Nizozemsko | 1:15,84 |
| 8.               | Judith Hesseová        | Německo    | 1:15,86 |
| 9.               | Vanessa Bittnerová     | Rakousko   | 1:16,08 |
| 10.              | Laurine van Riessenová | Nizozemsko | 1:16,15 |

### 1500 metrů
Závodu se zúčastnilo 23 závodnic.
| Pořadí           | Jméno                 | Země       | Čas     |
| ---------------- | --------------------- | ---------- | ------- |
| Zlatá medaile    | Brittany Boweová      | USA        | 1:54,27 |
| Stříbrná medaile | Ireen Wüstová         | Nizozemsko | 1:54,76 |
| Bronzová medaile | Heather Richardsonová | USA        | 1:55,60 |
| 4.               | Martina Sáblíková     | Česko      | 1:55,65 |
| 5.               | Marrit Leenstraová    | Nizozemsko | 1:55,90 |
| 6.               | Marije Jolingová      | Nizozemsko | 1:56,85 |
| 7.               | Ida Njåtunová         | Norsko     | 1:57,79 |
| 8.               | Kali Christová        | Kanada     | 1:57,82 |
| 9.               | Luiza Złotkowská      | Polsko     | 1:58,22 |
| 10.              | Julija Skokovová      | Rusko      | 1:58,25 |

### 3000 metrů
Závodu se zúčastnilo 20 závodnic.
| Pořadí           | Jméno                | Země       | Čas     |
| ---------------- | -------------------- | ---------- | ------- |
| Zlatá medaile    | Martina Sáblíková    | Česko      | 4:02,17 |
| Stříbrná medaile | Ireen Wüstová        | Nizozemsko | 4:03,46 |
| Bronzová medaile | Marije Jolingová     | Nizozemsko | 4:05,51 |
| 4.               | Jorien Voorhuisová   | Nizozemsko | 4:05,76 |
| 5.               | Claudia Pechsteinová | Německo    | 4:05,95 |
| 6.               | Bente Krausová       | Německo    | 4:09,75 |
| 7.               | Ivanie Blondinová    | Kanada     | 4:09,85 |
| 8.               | Olga Grafová         | Rusko      | 4:10,32 |
| 9.               | Luiza Złotkowská     | Polsko     | 4:11,04 |
| 10.              | Anna Černovová       | Rusko      | 4:11,82 |

### 5000 metrů
Závodu se zúčastnilo 12 závodnic.
| Pořadí           | Jméno                  | Země       | Čas     |
| ---------------- | ---------------------- | ---------- | ------- |
| Zlatá medaile    | Martina Sáblíková      | Česko      | 6:52,73 |
| Stříbrná medaile | Carlijn Achtereekteová | Nizozemsko | 6:54,49 |
| Bronzová medaile | Claudia Pechsteinová   | Německo    | 6:56,53 |
| 4.               | Jorien Voorhuisová     | Nizozemsko | 7:05,64 |
| 5.               | Olga Grafová           | Rusko      | 7:07,89 |
| 6.               | Ivanie Blondinová      | Kanada     | 7:08,97 |
| 7.               | Anna Černovová         | Rusko      | 7:13,71 |
| 8.               | Stephanie Beckertová   | Německo    | 7:16,19 |
| 9.               | Jelena Peetersová      | Belgie     | 7:17,28 |
| 10.              | Šoko Fudžimuraová      | Japonsko   | 7:19,44 |

### Závod s hromadným startem
Závodu se zúčastnilo 22 závodnic.
| Pořadí           | Jméno              | Země       | Body | Čas     |
| ---------------- | ------------------ | ---------- | ---- | ------- |
| Zlatá medaile    | Irene Schoutenová  | Nizozemsko | 60   | 8:38,23 |
| Stříbrná medaile | Ivanie Blondinová  | Kanada     | 40   | 8:38,38 |
| Bronzová medaile | Mariska Huismanová | Nizozemsko | 20   | 8:38,70 |
| 4.               | Miho Takagiová     | Japonsko   | 8    | 9:12,23 |
| 5.               | Vanessa Bittnerová | Rakousko   | 6    | 9:06,64 |
| 6.               | Bente Krausová     | Německo    | 5    | 8:50,61 |
| 7.               | Liou I-čch'        | Čína       | 3    | 8:43,03 |
| 8.               | Liou Ťing          | Čína       | 3    | 9:04,93 |
| 9.               | Marina Zujevová    | Bělorusko  | 1    | 8:45,25 |
| 10.              | Saskia Alusaluová  | Estonsko   | 1    | 8:47,05 |
|                  |                    |            |      |         |
| 11.              | Nikola Zdráhalová  | Česko      | 1    | 8:57,71 |
| 16.              | Martina Sáblíková  | Česko      | 0    | 8:40,87 |

### Stíhací závod družstev
Závodu se zúčastnilo osm týmů.
| Pořadí           | Tým                                                                    | Čas     |
| ---------------- | ---------------------------------------------------------------------- | ------- |
| Zlatá medaile    | Japonsko Ajaka Kikučiová, Miho Takagiová, Nana Takagiová               | 3:01,53 |
| Stříbrná medaile | Nizozemsko Marije Jolingová, Marrit Leenstraová, Ireen Wüstová         | 3:01,55 |
| Bronzová medaile | Rusko Olga Grafová, Julija Skokovová, Natalja Voroninová               | 3:03,19 |
| 4.               | Kanada Ivanie Blondinová, Kali Christová, Josie Spenceová              | 3:04,11 |
| 5.               | Jižní Korea Kim Po-rum, No Son-jong, Čon Je-čin                        | 3:05,84 |
| 6.               | Polsko Aleksandra Gossová, Urszula Włodarczyková, Katarzyna Woźniaková | 3:06,09 |
| 7.               | Německo Bente Krausová, Isabell Ostová, Claudia Pechsteinová           | 3:06,65 |
| 8.               | Čína Liou Ťing, Liou I-čch', Čao Sin                                   | 3:07,27 |

## Medailové pořadí zemí
| Pořadí | Země        | Zlato | Stříbro | Bronz | Celkem |
| ------ | ----------- | ----- | ------- | ----- | ------ |
| 1.     | Nizozemsko  | 5     | 7       | 5     | 17     |
| 2.     | USA         | 4     | 2       | 1     | 7      |
| 3.     | Rusko       | 2     | 1       | 1     | 4      |
| 4.     | Česko       | 2     | 0       | 1     | 3      |
| 5.     | Japonsko    | 1     | 0       | 1     | 2      |
| 6.     | Kanada      | 0     | 3       | 1     | 4      |
| 7.     | Itálie      | 0     | 1       | 0     | 1      |
| 8.     | Německo     | 0     | 0       | 2     | 2      |
| 9.     | Francie     | 0     | 0       | 1     | 1      |
| 9.     | Jižní Korea | 0     | 0       | 1     | 1      |